# Yakuzi
Yakuzi ist eine 2001 gegründete Melodycore-/Ska-Punk-Band aus Pforzheim. Die Musiker bezeichnen ihren Stil als „Trompetenpunk“.

## Geschichte
Yakuzi wurde im Herbst 2001 als Skatepunk-Band von Sänger Oli Dieterle, Schlagzeuger Marco Dieterle und Gitarristen Andy Tomas gegründet und bestand damals aus der Standardpunkbesetzung von zwei Gitarren, Schlagzeug und Bass. Ziemlich schnell kam der Bassist Thomas Schwab dazu, der später auch bei der Hardcore-Band Emily Still Reminds  spielte. Ende 2001 kam der Trompeter Thomas Gärtner hinzu und Anfang 2002 stieß der Posaunist Matthias Hefner zur Band. 
Mit den Bläsern verschob sich der Stil teilweise in den tanzbareren Skabereich. Ihre erste, in Eigenregie aufgenommene, EP No Lovesongs verkaufte sich bis Oktober 2002 dreihundertmal, woraufhin Yakuzi die zweite EP Trompetenpunk aufnahmen, von welcher bis 2004 über 600 Stück verkauft wurden. Darüber hinaus wurden 2005 über 3000 Demo-CDs mit drei Songs verschenkt.
Im April 2004 nahm die Band im Studio ihr erstes Album Blow Jobs auf, welches im Juli erschien und von dem bis Ende 2007 über 1300 CDs verkauft wurden. Inzwischen spielten Yakuzi als Vorband für Bands wie z. B. Mad Caddies, The Busters, Across the Border, The Wohlstandskinder, The Real McKenzies, Donots oder Dr. Ring-Ding. Im Sommer 2006 hatte die Band ihren bis dato größten Auftritt vor 10.000 Zuschauern bei Das Fest in Karlsruhe.
Am 22. September 2006 erschien das Album One to All! über das Kölner Label Rookie Records. Es folgten Konzerte in Deutschland, der Schweiz, Frankreich und in den Niederlanden. Im Dezember 2007 nahm die Gruppe im Studio ihr drittes Album Thin Red Line auf, welches am 28. März 2008 erschien. Zum Song 7 Minutes Cash Flow wurde ein Musikvideo gedreht.
Nach acht Jahren Bandzugehörigkeit verließ im Jahre 2009 Gründungsmitglied und Gitarrist Andy Tomas aus persönlichen Gründen die Band, ihm folgte Thomas Gärtner, der Trompeter. Das letzte Konzert in der langjährigen Ur-Besetzung gab es beim Rock-Shop-Fest am 4. Oktober 2008 in Karlsruhe. Nach einigen Konzerten mit Aushilfsgitarristen wurden Ende 2009 mit Florian Zeitler ein Gitarrist und mit Christian Kocheise ein Trompeter gefunden. Die beiden neuen Musiker verließen die Band aus persönlichen Gründen im Jahr 2011 und wurden durch Steffen Ruge (Gitarre) und Markus Seibold (Trompete) ersetzt. Im selben Jahr spielten Yakuzi wieder auf einigen Festivals, unter anderem beim Mini-Rock-Festival 2012 als Headliner auf der Zeltbühne.
Ende 2012 gab Yakuzi bekannt, eine Pause auf unbestimmte Zeit zu machen und spielte am 8. Dezember im Karlsruher Substage ihr vorerst letztes Konzert. Seit 2016 spielt die Band wieder regelmäßig einige wenige Konzerte pro Jahr.
Während der Corona-Pause verließ Marco Dieterle die Band. Ihm folgte Massimo Randisi, der unter anderem bei Across the Border und der Pforzheimer Ska-Band Will o’ the Wisp am Schlagzeug sitzt. Außerdem verließ Markus Seibold die Band. Mit Lukas Valeri wurde direkt ein Nachfolger an der Trompete gefunden. 

## Diskografie

### EPs
- 2002: No Lovesongs (Eigenvertrieb)
- 2002: Trompetenpunk (Eigenvertrieb)

### Alben
- 2004: Blow Jobs (Eigenvertrieb)
- 2006: One to All! (Rookie Records)
- 2008: Thin Red Line (Rookie Records)

### Musikvideos
- 2008: 7 Minutes Cash Flow (Musikstück vom Album Thin Red Line)